# Хвостосемянник горчаковидный
Хвостосемя́нник горчакови́дный (лат. Urospérmum picroídes) — вид травянистых растений семейства астровых.
Однолетнее растение. Стебли высотой 20-60 (-80) см, обычно ветвистые. Листья продолговато-яйцевидные с колючими зубчатыми краями. Соцветие несёт цветочные головки на толстых цветоносах. Прицветник[прояснить] длиной от 1 до 2 см и более, с жёлтыми цветами. Плоды длиной от 6 до 8 миллиметров, тонкие, полые, цилиндрические и покрыты короткими волосами. Цветёт и плодоносит с марта по май.
Вид распространён в Северной Африке (Алжир, Египет, Ливия, Марокко, Тунис, Кабо-Верде), Азии (Кипр, Египет - Синай, Иран, Ирак, Израиль, Иордания, Ливан, Сирия, Турция, Пакистан), Кавказе (Армения, Азербайджан, Грузия), Южной Европе (Албания, Босния и Герцеговина, Болгария, Хорватия, Греция, Италия, Черногория, Словения, Франция, Португалия [вкл. Мадейра], Гибралтар, Испания [вкл. Канарские острова]). Натурализован в других странах.

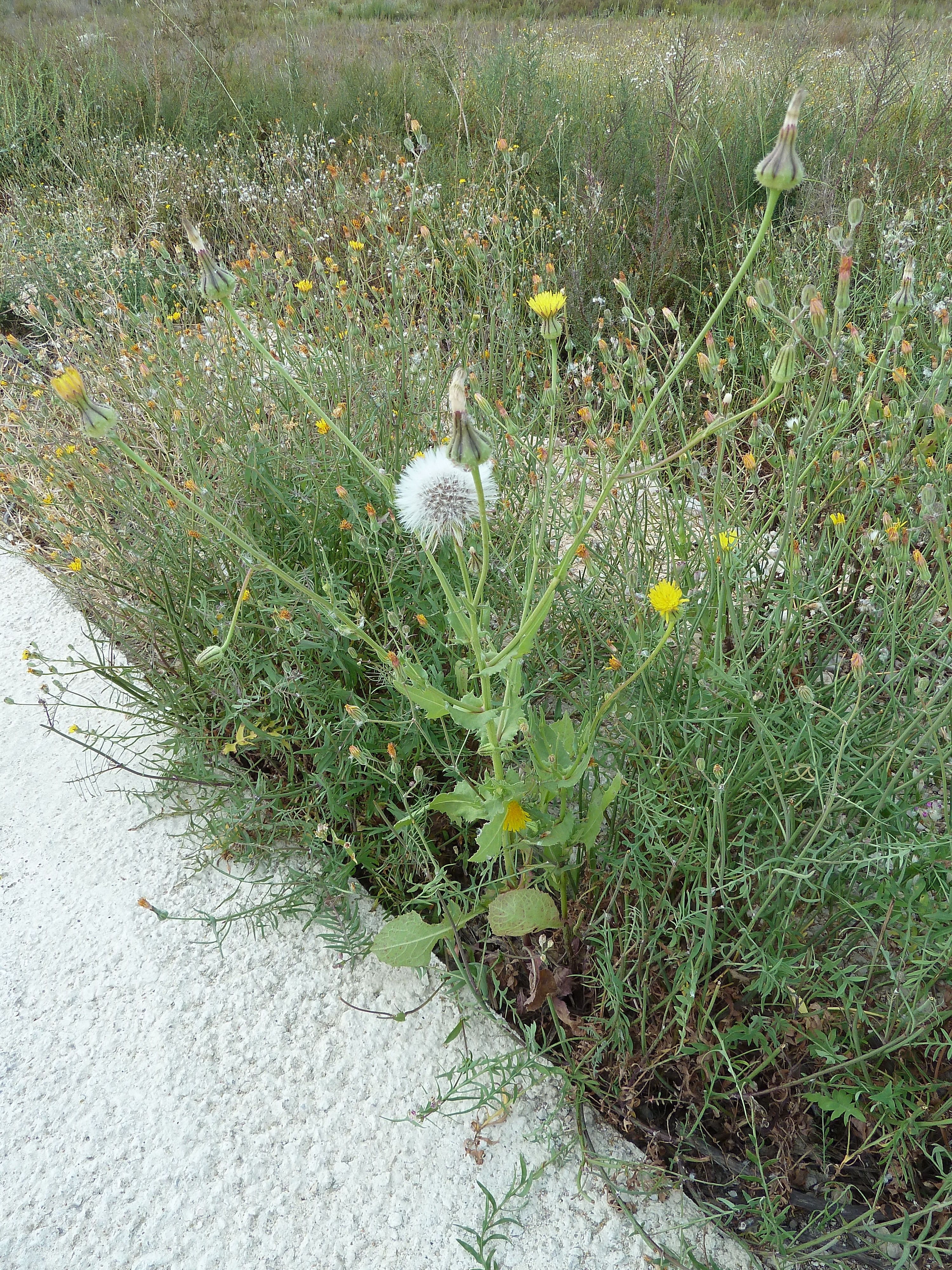
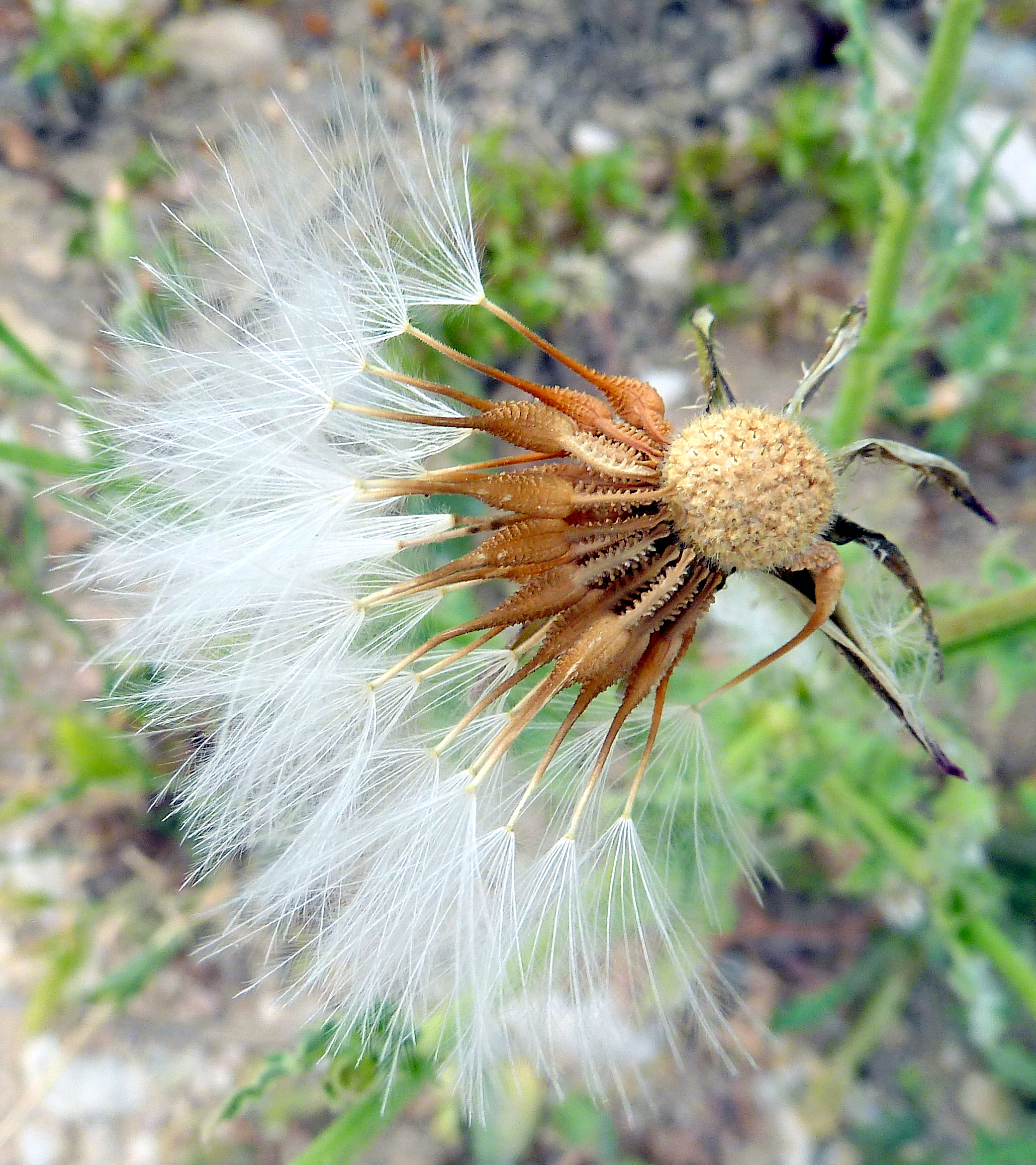